# Lantsjchoeti (stad)
Lantsjchoeti (Georgisch: ლანჩხუთი) is een stad in het zuidwesten van Georgië met 6.213 inwoners (2024), gelegen in de regio Goeria. De stad is het bestuurlijk centrum van de gelijknamige gemeente. Lantsjchoeti is gesitueerd op 25 meter boven zeeniveau aan de zuidrand in het Colchis-laagland en aan de voet van het Goeriagebergte. Het ligt ongeveer 25 kilometer van de Zwarte Zeekust, 20 kilometer van de regiohoofdstad Ozoergeti en 280 kilometer van hoofdstad Tbilisi.

## Geschiedenis

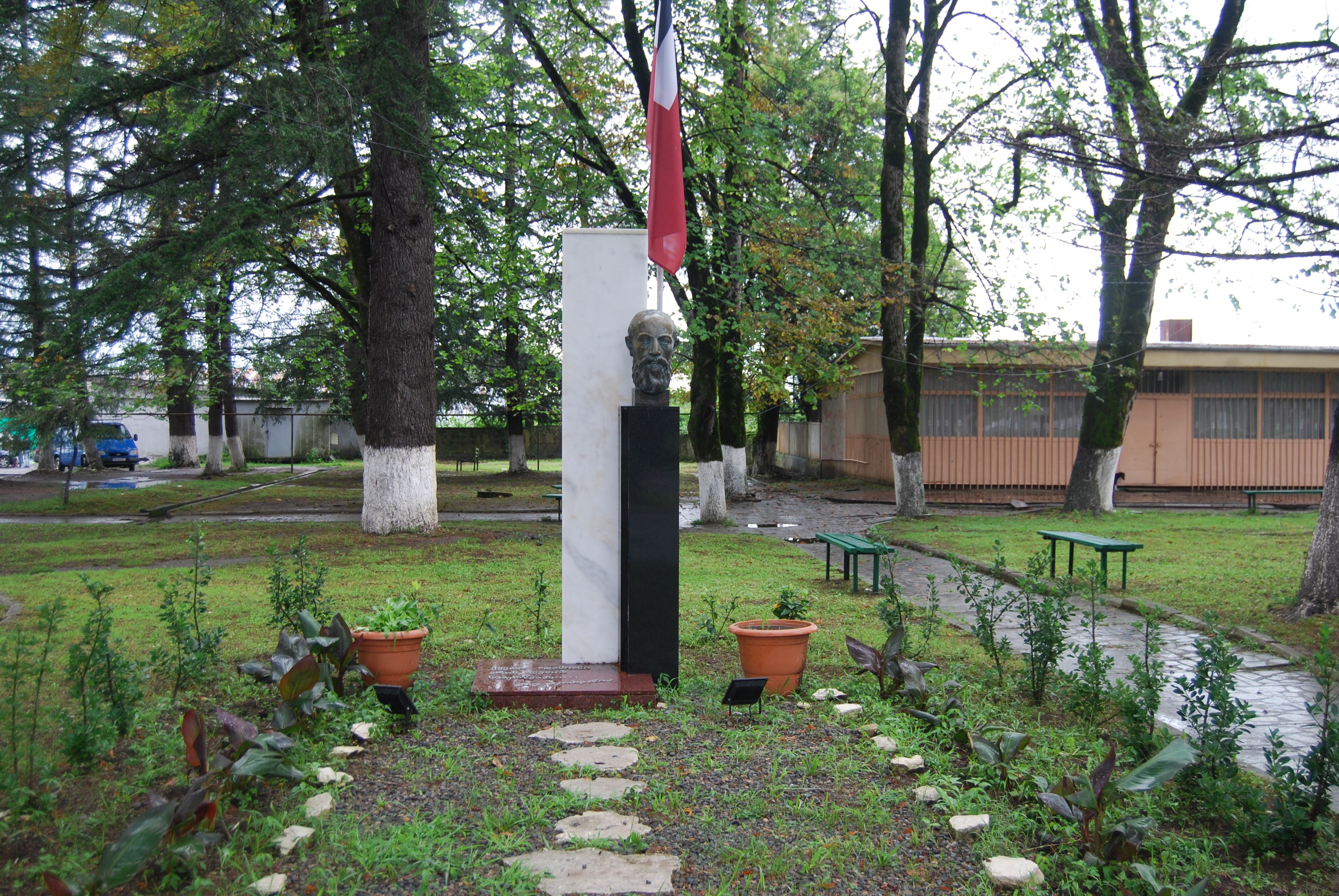
Noë Zjordania, leider van de Democratische Republiek Georgië

Lantsjchoeti wordt voor het eerst genoemd in bronnen in de 17e eeuw. Het kreeg in 1883 een station in de Samtredia - Batoemi spoorlijn die in dat jaar opende. Het dorp onderging mede hierdoor een geleidelijke ontwikkeling en vanaf eind 19e eeuw kwamen er scholen en meerdere kerken.
De inlijving door de Sovjet-Unie in 1921 werd net als elders in Georgië niet zomaar geaccepteerd. Op 26 mei 1922 werd in het centrum van het dorp een grote betoging gehouden ter gelegenheid van de onafhankelijkheidsdag van de Democratische Republiek Georgië, 26 mei 1918. De betoging werd door de Sovjetautoriteiten beëindigd. Lantsjchoeti werd in 1930 het centrum van het nieuwe Rajon Lantsjchoeti, dat afgesplitst werd van Ozoergeti. In 1961 kreeg Lantsjchoeti de status van een stad. Er kwamen in deze periode een theefabriek, vlees- en zuivelfabrieken, een conservenfabriek en baksteen- en tegelfabrieken.

## Demografie
Begin 2024 had Lantsjchoeti 6.213 inwoners, een geringe daling van ruim 2% ten opzichte van de volkstelling in 2014. Lantsjchoeti bestond volgens deze volkstelling vrijwel geheel uit etnisch Georgiërs (98,2%). Er woonden verder Armeniërs en Russen, bij elkaar minder dan 100 inwoners.
| Aantal                                                           | 3.709 | 4.153 | 6.738 | 7.837 | 6.506 | 9.021 | 7.873 | 6.395 | 6.304 | 6.213 |
| Verantwoording data: Bevolkingsstatistiek Georgië 1897 tot heden |       |       |       |       |       |       |       |       |       |       |

## Vervoer
Lantsjchoeti ligt aan de Georgische internationale hoofdweg S12 (E692), een belangrijke schakel in de hoofdverbinding tussen Tbilisi en Batoemi. De Samtredia - Batoemi spoorlijn heeft een station in Lantsjchoeti met diensten naar Tbilisi en Ozoergeti.

## Stedenbanden
- Kupiškis[9]
- Cody

## Sport
De lokale voetbalclub Goeria Lantsjchoeti werd in 1926 opgericht, en speelde twee seizoenen op het hoogste Sovjet niveau. In 1990 was het een van de medeoprichters van de eigen Georgische voetbalcompetitie nog voor het land uit de Sovjet-Unie was gertreden. Het Evgrapi Sjevardnadzestadion werd voor de promotie in 1987 vergroot tot een capaciteit van 22.000 bezoekers. Dit werd met een renovatie in 2012 teruggebracht tot 10.000.

## Geboren
- Noë Zjordania (1868-1953), leider van de Democratische Republiek Georgië (1918-1921)
- Georgi Tavadze (1955), voetballer